# Mk-80-Serie

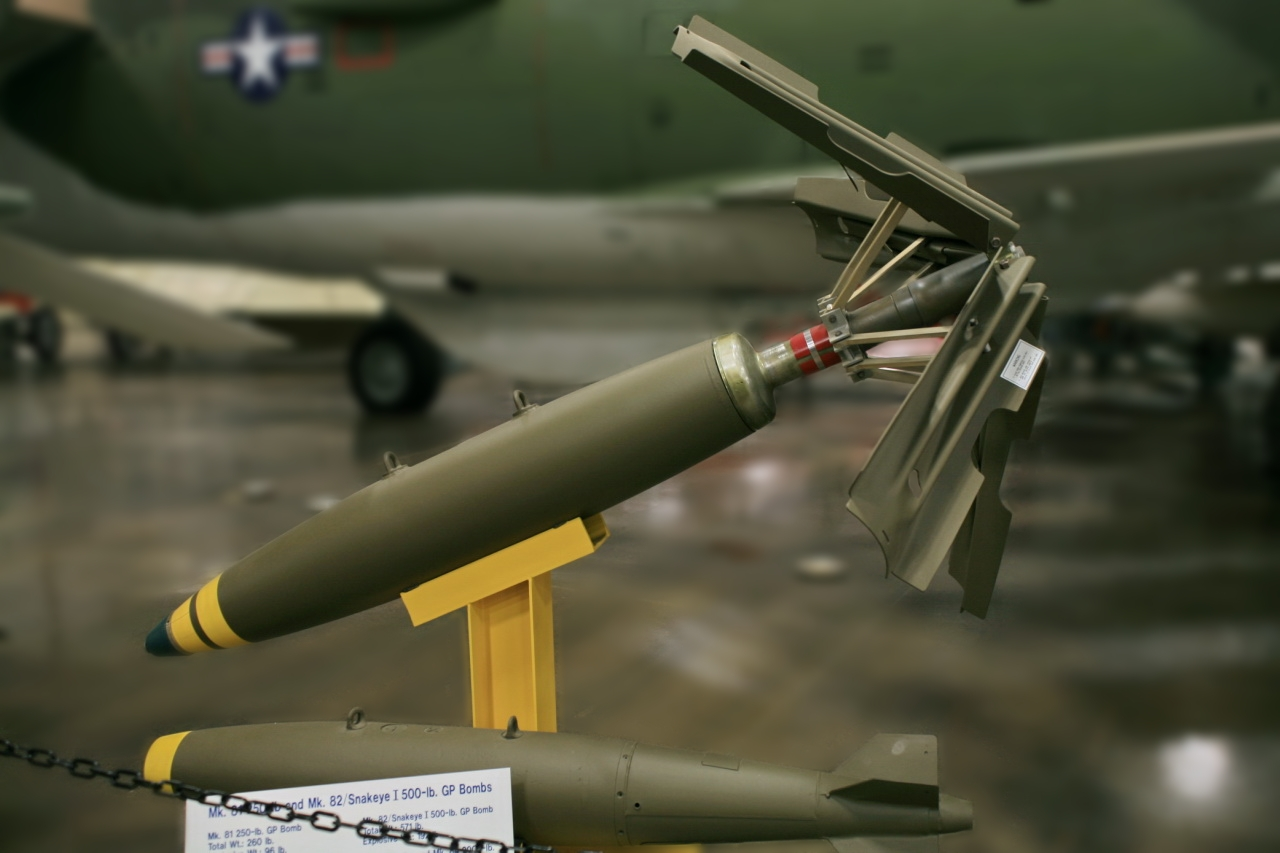
Mark 82 „Snake Eye“ mit Bremsflächen und Mk-81-LDGP-Freifallbombe (unten). Zwei gelbe Ringe stehen für die Explosivladung Amatol, einer für TNT.

Die Mk-80-Serie ist die Bezeichnung einer Serie von Fliegerbomben, die von zahlreichen NATO-Staaten verwendet werden. Ihre Wirkung basiert auf Druck- und Splitterwirkung. Alle Varianten dieser Serie weisen eine aerodynamisch optimierte Form auf, da sie an schnellfliegenden Kampfflugzeugen mitgeführt werden. Sie können ungebremst aus allen Höhen oder mit einer Bremsvorrichtung aus dem Tiefflug abgeworfen werden.

## Aufbau
Die Bomben bestehen aus dem Bombenkörper mit dem Explosivstoff, einem oder mehreren Zünder(n) und der Heckeinheit mit Stabilisierungsflügeln oder der Bremseinrichtung.
Aus Mk-80-Serie-Bombenkörpern werden durch Anbau von Steuerflächen und Sensoreinheiten gelenkte Bomben, zum Beispiel mit GPS-Empfängern und einem Trägheitsnavigationssystem zu Bomben der JDAM- oder mit Lasersuchköpfen der Paveway-Serie.

## Varianten

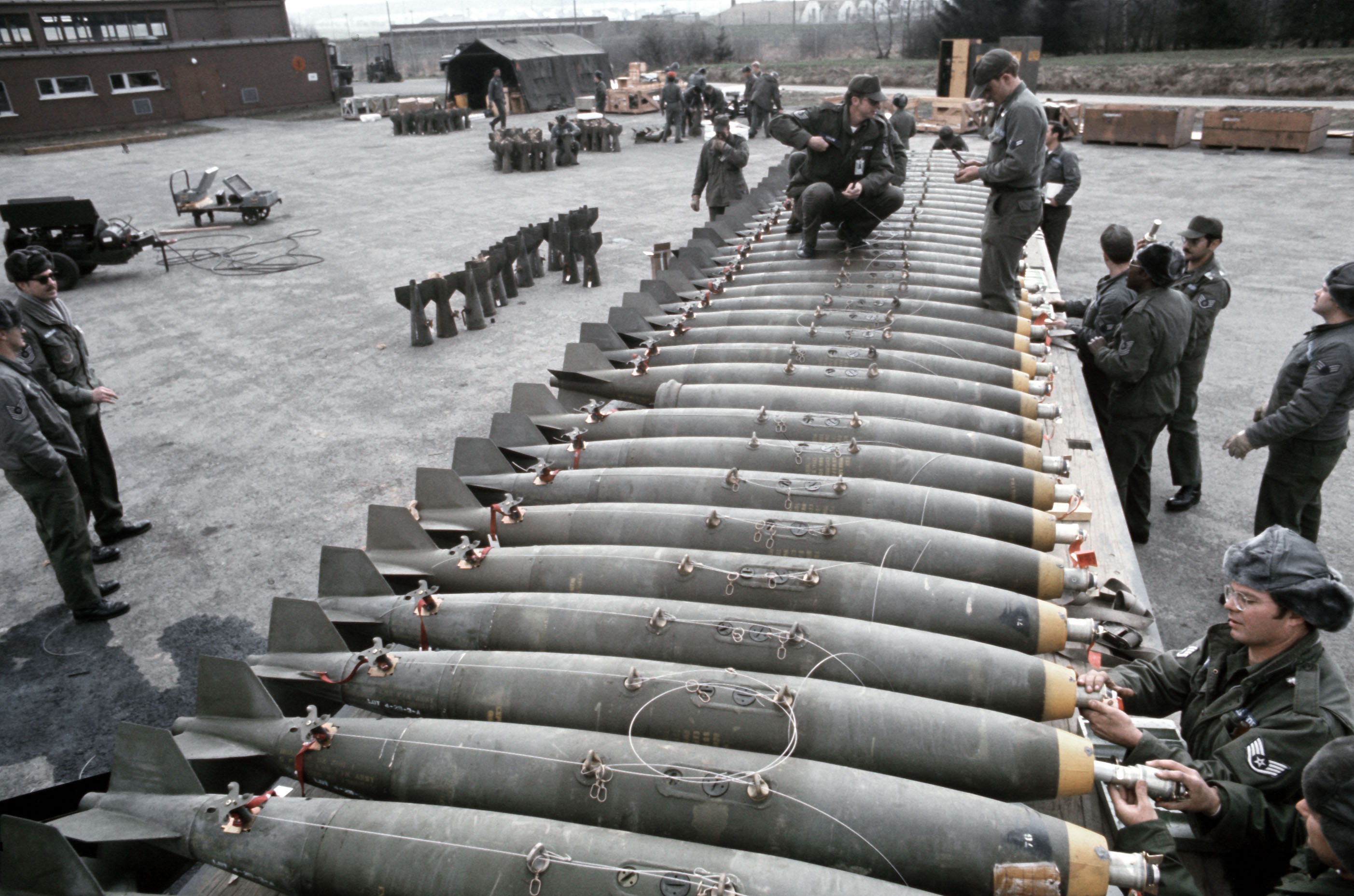
Mk-82-Bomben der USAF werden vorbereitet

Die Basis für die westlichen Bombenhüllen basieren auf der 1946 von Douglas entworfenen Mk-80-Familie (von mark 80, auf Deutsch etwa Baureihe 80). Diese wird auch als Low-Drag, General-Purpose (LDGP) oder aerodynamische Mehrzweckbombe bezeichnet.

### US-Varianten
Die United States Navy verwendet einen anderen Sprengstoff (PXBN-109) und einen grauen Isolieranstrich, um einen Cook off der Bomben an Bord ihrer Flugzeugträger unwahrscheinlicher zu machen – die Bomben sollen ausbrennen. Sonst sind die Bombenkörper, die mit dem BLU-Präfix versehen sind, identisch mit der normalen Version. Optisch unterscheiden sie sich durch drei gelbe ringförmige Markierungen am Bug, während die der Air Force lediglich eine aufweisen.

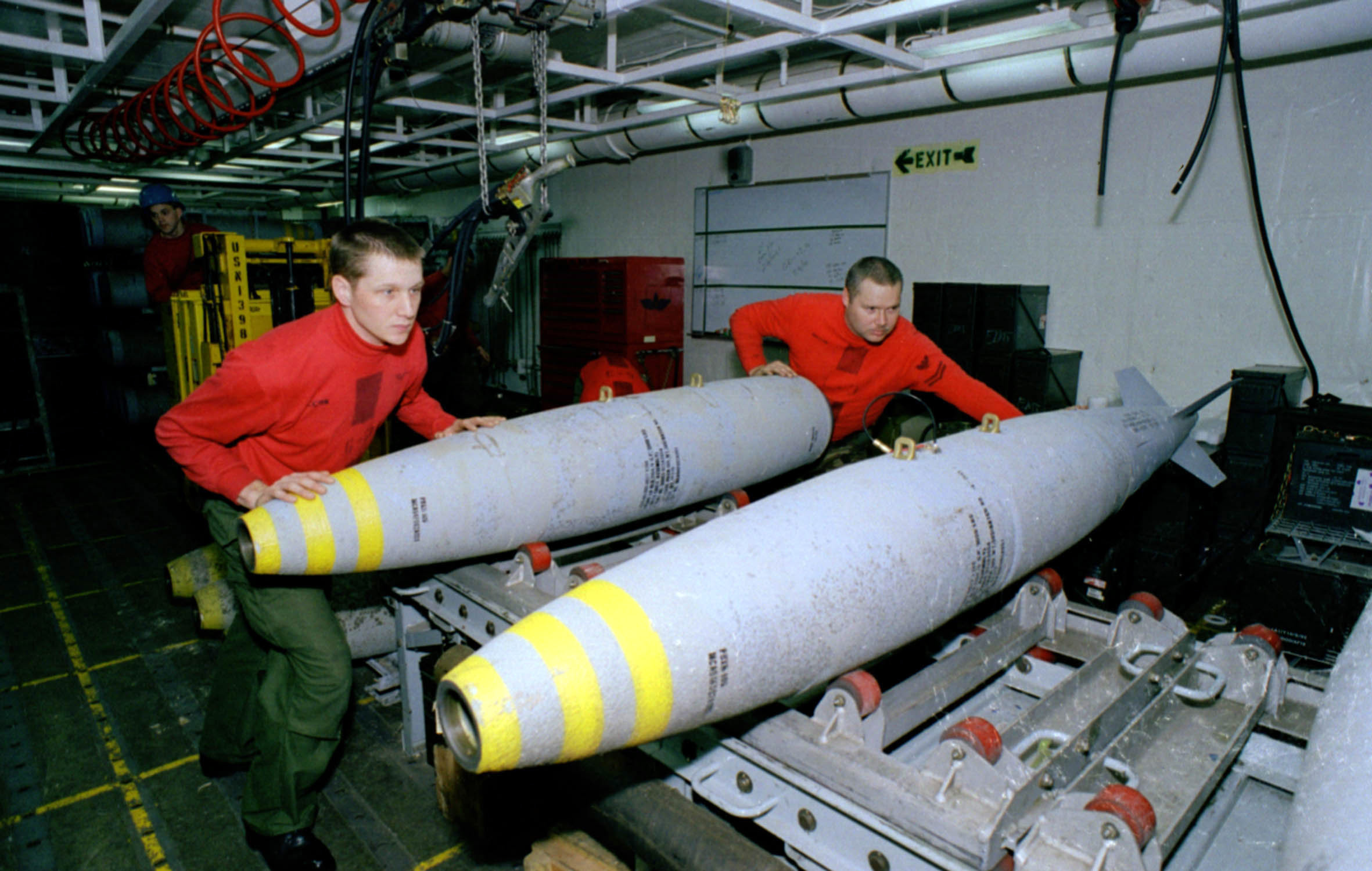
BLU-111 der NAVY werden vorbereitet

Die MK-Serie hat folgende Varianten:
- Mark 81 LDGP: Masse 118 kg (260 lb), Länge 1,88 m, Durchmesser 22,8 cm
- Mark 82 LDGP: Masse 241 kg (540 lb), Länge 2,21 m, Durchmesser 27,3 cm
- BLU-111A/B LDGP: Masse 245 kg, Länge 2,21 m, Durchmesser 27,3 cm
- BLU-126: ein BLU-111-Bombenkörper mit weniger Sprengstoff zur Verringerung von Kollateralschäden
- BLU-129: ein BLU-111-Bombenkörper mit weniger Sprengstoff und einer Hülle aus Kohlenstofffaserverbundwerkstoff, um Splitter in urbanen Gegenden zur Verringerung von Kollateralschäden zu minimieren
- Mark 83: LDGP: Masse 447 kg (1.000 lb), Länge 3 m, Durchmesser 35,7 cm
- BLU-110: Masse 447 kg (1.040 lb), Länge 3 m, Durchmesser 35,7 cm
- Mark 84 LDGP: Masse 909 kg (2.000 lb), Länge 3,27 m, Durchmesser 45,7 cm
- BLU-117: Masse 925 kg (2.020 lb), Länge 3,27 m, Durchmesser 45,7 cm

### Französische Varianten
Für die französische Luftwaffe produzierte die Société des Ateliers Mécaniques de Pont-sur-Sambre (SAMP) bis zum Konkurs des Unternehmens im Oktober 2011  die Mk.80-Serie-Bomben.
- SAMP (125-kg-Freifallbombe; analog Mk.81)
- SAMP BL EU2 (250-kg-Freifallbombe mit Bremsschirm)
- SAMP EU2 (250-kg-Freifallbombe; analog Mk.82)
- SAMP 25FE (250-kg-Freifallbombe; analog Mk.82)
- SAMP T200 (400-kg-Freifallbombe; analog Mk.83)
- SAMP BL4 (1000-kg-Freifallbombe; analog Mk.84)

### Italienische Varianten
- SEI BA-102 (227-kg-Freifallbombe)
- SEI BA-103 (454-kg-Freifallbombe)
- SEI BA-104 (908-kg-Freifallbombe)

### Spanische Varianten
- Expal BR 50 (50-kg-Freifallbombe)
- Expal BR 125 (125-kg-Freifallbombe)
- Expal BR 250 (551-lb/250-kg-Freifallbombe)
- Expal BRP 250 (verzögerte 250-kg-Freifallbombe)
- Expal BRP.S 250 (verzögerte 250-kg-Freifallbombe für den Abwurf im Tiefflug)
- Expal BRF 250 (250-kg-Splitterbombe)
- Expal BRFP 250 (verzögerte 250-kg-Splitterbombe)
- Expal BRFP.S 250 (verzögerte 250-kg-Splitterbombe für den Abwurf im Tiefflug)
- Expal BRFA 375 (375-kg-Freifallbombe mit gehärtetem Bug)
- Expal BR 500 (500-kg-Freifallbombe)
- Expal BR 1000 (1000-kg-Freifallbombe)